# Alfred Schmidt (haltérophilie)
Pour les articles homonymes, voir Alfred Schmidt et Schmidt.
Alfred Schmidt (né le 1er mai 1898 à Hageri et mort le 5 novembre 1972 à Tallinn) est un haltérophile estonien. 

## Biographie
Alfred Schmidt remporte la médaille d'argent de l'épreuve d'haltérophilie réservée aux moins de 60 kg aux Jeux olympiques d'été de 1920 à Anvers.